# Wacław Rogowicz
Wacław Jakub Rogowicz h. Lubicz (ur. 28 września 1879 w Warszawie, zm. 8 marca 1960 tamże) – polski powieściopisarz, nowelista, publicysta, tłumacz literatury rosyjskiej i francuskiej oraz działacz społeczny.

## Życiorys
Syn warszawskiego lekarza Jakuba Ignacego Rogowicza i Marii z Zawadzkich (1841–1939). Legitymował się herbem szlacheckim Lubicz. Miał dwóch braci: Jana Antoniego i Stefana oraz siostrę Jadwigę (1878–1971). Rogowiczowie mieszkali w kamienicy przy ul. Nowogrodzkiej 26 w Warszawie, tuż obok ulicy Marszałkowskiej, w miejscu dzisiejszego hotelu Novotel Warszawa Centrum. 

Był absolwentem V Rządowego Gimnazjum Filologicznego w Warszawie. W 1898 rozpoczął studia medyczne na Cesarskim Uniwersytecie Warszawskim. Studiował także prawo, ale studia te porzucił po półroczu. W latach 1906–1909 studiował na Faculté des lettres na Uniwersytecie Paryskim znanym jako Sorbona.

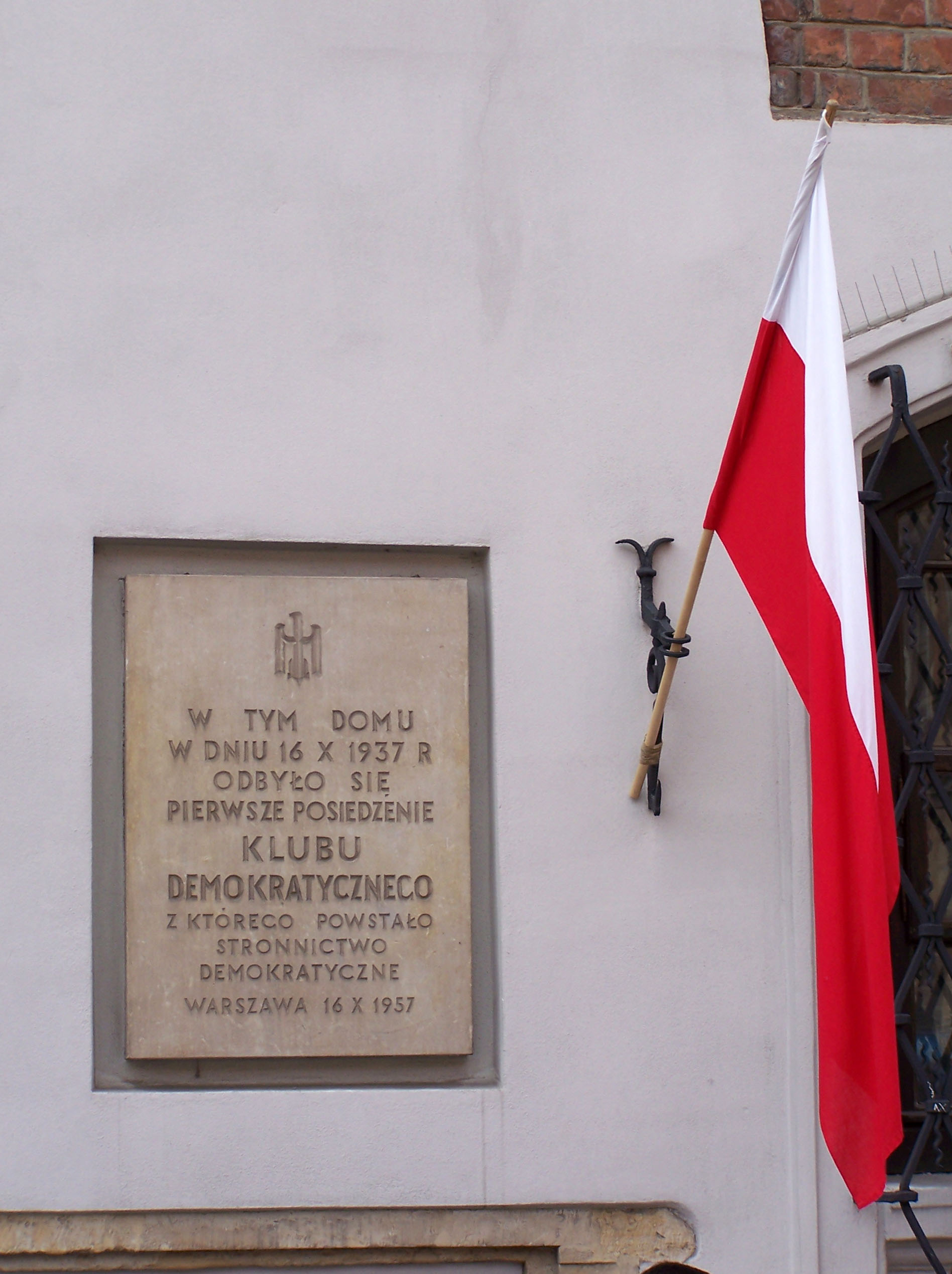
Tablica upamiętniająca pierwsze posiedzenie Klubu Demokratycznego w Warszawie

Poezję pisywał już w dzieciństwie, w 1894 roku pod pseudonimami Wacław R., Wł. R., W.R. opublikował na łamach warszawskiej Gazety Polskiej Listy z Niemiec. Publikował wiersze oraz prozaiczne obrazki na łamach „Wędrowca”, „Tygodnika Polskiego” oraz „Bluszcza”. Za swój debiut Rogowicz uważał opowiadanie De mortuis nil nisi bene. Szkic z teki podróżnej, opublikowane na łamach czasopisma „Wędrowiec” w 1900 roku. Pierwszą jego książką była wydana własnym nakładem powieść współczesna Zocha (1902), która w swej treści nawiązywała do „Karykatur” Jana Augusta Kisielewskiego. Owocem jego wyprawy na Kaukaz oraz pobytu w Tyflisie, w latach 1900–1901, była napisana prozą i wierszem książka, pt. Mozaika kaukaska (1905).
Podczas studiów na Sorbonie poznał wielu artystów, m.in. Auguste Rodina, Konstantina Balmonta, Lwa Tołstoja i innych. W 1907 zgłosił swoją kandydaturę do paryskiej masońskiej loży Wielkiego Wschodu Francji.
Po powrocie do Warszawy był recenzentem teatralnym i sekretarzem redakcji „Prawdy”. Współpracował również z „Tygodnikiem Ilustrowanym” i „Nową Gazetą”. W latach 1913–1916 był redaktorem czasopisma „Wieś i Dwór”.
Był jednym z sygnatariuszy sporządzonej 22 lutego 1916 Deklaracji Stronnictw Niepodległościowych Królestwa oraz przedstawicieli bezpartyjnych w sprawie utworzenia państwa polskiego. W latach 1916–1919 był zastępcą sekretarza Uniwersytetu Warszawskiego, a następnie w latach 1919–1922 pełnił funkcję sekretarza generalnego warszawskich Teatrów Miejskich. W 1920 podpisał deklarację grupy pisarzy lewicowych protestujących przeciw panującej w kraju reakcji. Treść deklaracji odczytano na Wszechdzielnicowym Zjeździe Literatów Polskich w Warszawie. W tym samym roku jako ochotnik wstąpił do Wojska Polskiego i otrzymał stopień podporucznika pospolitego ruszenia. W latach 1924–1928 pełnił funkcję referenta spraw literatury w Ministerstwie Wyznań Religijnych i Oświecenia Publicznego. Jak wspominał Edward Kozikowski, Rogowicz dał się wówczas poznać jako człowiek wyjątkowo uczynny, starający się pomagać pisarzom pod względem materialnym. W 1927 wygłosił przemówienie na bankiecie wydanym przez polski PEN Club, na cześć przybyłego do stolicy Thomasa Manna. Był sekretarzem Warszawskiej Kasy Przezorności i Pomocy dla Literatów i Dziennikarzy, tzw. Kasy Literackiej. Był członkiem masonerii. Odbył podróże do Francji, Jugosławii i Grecji. W 1932 był jednym z warszawskich delegatów na odbywający się w Krakowie zjazd Związku Zawodowego Literatów Polskich (w 1939 został członkiem zarządu warszawskiego oddziału stowarzyszenia). W latach 30. XX wieku pisał artykuły na tematy literackie, publikując m.in. w „Tygodniku Literackim”, zajmował się również publicystyką polityczną. Publikował w „Gazecie Polskiej”, „Epoce”, „Kurierze Porannym” i „Dzienniku Ludowym”. W 1932 wydał zbiór artykułów, pt. Reflektorem po czarnych koszulach, wymierzony przeciw włoskim faszystom. W 1936 został wybrany w skład prezydium Komisji Literackiej przy Lidze Obrony Praw Człowieka i Obywatela. W 1937 był jednym z założycieli Klubu Demokratycznego i wszedł w skład zarządu organizacji. W tym samym roku wystosował list otwarty do rektora Politechniki Warszawskiej, Józefa Zawadzkiego, protestując przeciwko gettu ławkowemu. Był prelegentem w Polskim Radiu, pisał do czasopism „Radio” i „Antena”, a w 1935 wszedł w skład jury konkursu Polskiego Radia na słuchowisko.
Po wybuchu II wojny światowej wyjechał do Wilna, gdzie pisał do „Kuriera Wileńskiego”. W 1940 powrócił do Warszawy, gdzie przeżył okupację niemiecką i powstanie warszawskie (nie został wysiedlony ponieważ mieszkał na krańcach miasta). W tym czasie pisywał do polskiej prasy podziemnej. W lutym 1945 nawiązał współpracę z „Życiem Warszawy”, na którego łamach apelował m.in. o utworzenie muzeum Warszawy. W tym samym roku był jednym z delegatów z Warszawy na I Zjazd Związku Zawodowego Literatów Polskich w Krakowie, na którym został wybrany w skład sądu koleżeńskiego oraz do komisji kwalifikacyjnej w zakresie przekładów. W 1946 jako wieloletni członek polskiego PEN Clubu został delegatem Polski na pierwszy powojenny kongres PEN Clubów w Sztokholmie. Jego trzymiesięczny pobyt w Szwecji zaowocował reportażami i szkicami opublikowanymi na łamach „Robotnika”. W tym samym roku został wiceprezesem zarządu głównego Towarzystwa Polsko-Szwedzkiego oraz członkiem Rady Naczelnej Ogólnopolskiej Ligi do Walki z Rasizmem. Był również działaczem Stronnictwa Demokratycznego i redagował cześć literacką „Kuriera Codziennego”.
Jego głównym zajęciem była praca przekładowa. Tłumaczył dzieła m.in. Lwa Tołstoja, Alekseja Tołstoja, Louisa Aragona, André Malraux, Denisa Diderota, Iwana Bunina.  

## Nagrody
W 1951 otrzymał Nagrodę Polskiego PEN Clubu za przekład z literatury obcej na język polski. 

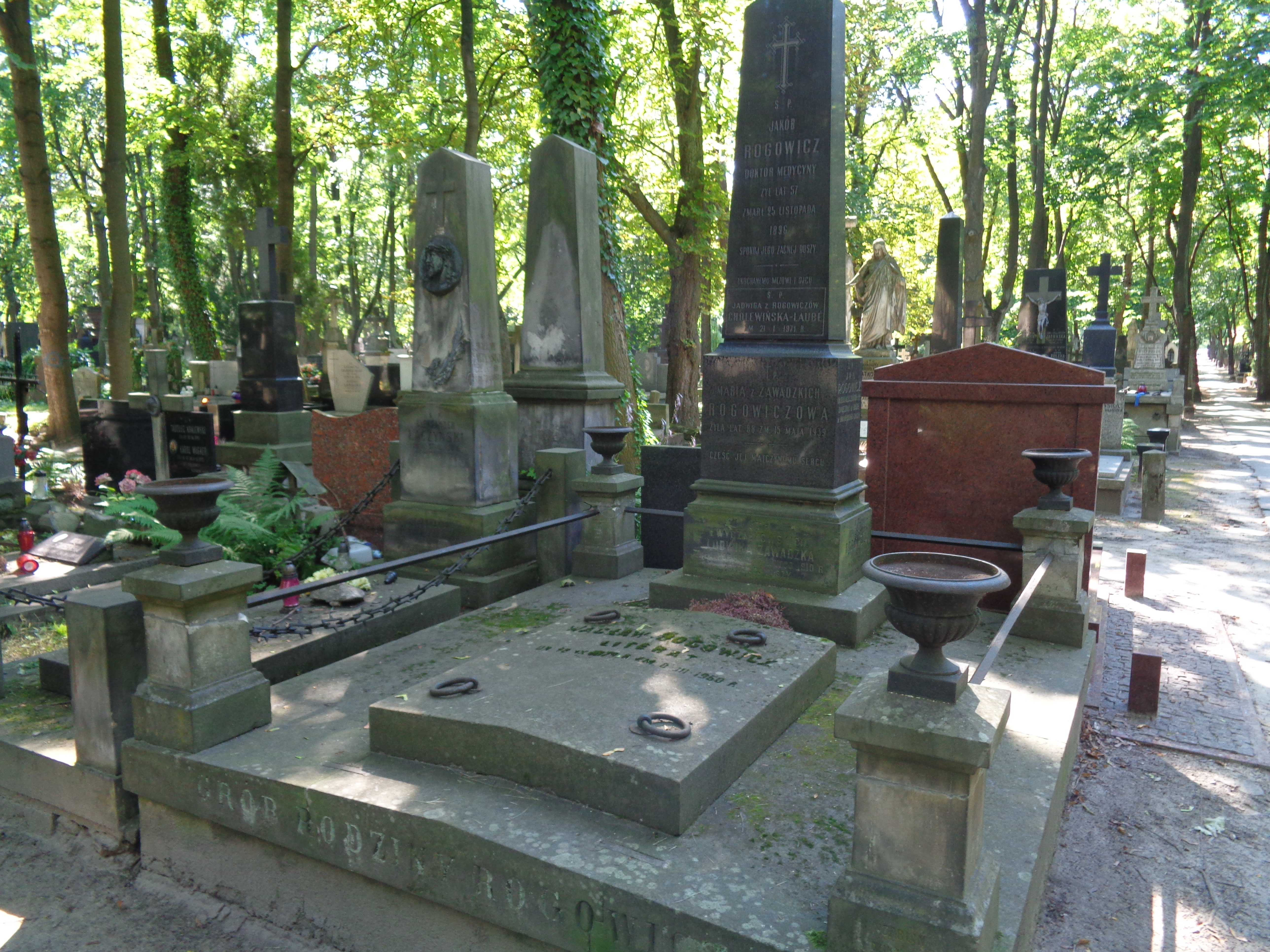
Grobowiec rodzinny Rogowiczów na cmentarzu Powązkowskim w Warszawie

## Odznaczenia
- Krzyż Komandorski Orderu Odrodzenia Polski (11 lipca 1955)[3]
- Krzyż Oficerski Orderu Odrodzenia Polski (26 lutego 1952)[4]
- Medal 10-lecia Polski Ludowej (19 stycznia 1955)[5]

## Życie prywatne
W 1903 roku, jak zapisała sama zainteresowana zdawał się mieć poważne zamiary wobec Zofii Nałkowskiej, która wkrótce została żoną Leona Rygiera.
Był trzykrotnie żonaty. Jego pierwszą żoną była Wanda Fukierówna (1881–1959). Mieli dwoje dzieci: córkę Krystynę Milewską i zmarłego w młodości syna Henryka (zm. 5 sierpnia 1935). Następnie ożenił się ze Stefanią primo voto Gajdzińską (zm. ok. 1946). Ostatnią żoną pisarza, aż do jego śmierci była Wanda Drozdowska, która w czasie okupacji niemieckiej działała w konspiracji, a także walczyła w powstaniu warszawskim.
W 1945 podjął nieudaną próbę osiedlenia się w Matejkowicach na Dolnym Śląsku. Ostatecznie do końca życia pozostał w Warszawie.
3 kwietnia 1959 został potrącony przez tramwaj, przez co uległ wstrząsowi mózgu i potłuczeniu. Zmarł 3 marca 1960. Pochowany został w grobowcu rodzinnym na cmentarzu Powązkowskim w Warszawie (kwatera 71-5-1,2).

## Dzieła literackie
- Powieści
  - Samson
  - Pokusa o zmierzchu (1924)
- Nowele
  - Mozaika kaukaska (zbiór nowel)
  - Rywalki
- Dramaty
  - Chór pielgrzymów
- Publicystyka
  - Warszawa wydarta niepamięci
  - Kolorowe wspomnienia

### Wybrane przekłady
- Louis-Ferdinand Céline – Podróż do kresu nocy
- Louis Aragon – Dzwony Bazylei
- Michał Lermontow – Bohater naszych czasów
- Lew Tołstoj – Zmartwychwstanie
- Michaił Szołochow – Cichy Don (wspólnie z Andrzejem Stawarem)
- Nikołaj Ostrowski – Jak hartowała się stal
- Georges Bernanos – Pamiętnik wiejskiego proboszcza
- Gustaw Flaubert – Salambo
- Oscar Wilde – Tragedia florencka
- Denis Diderot – Zakonnica
- Helena Bławatska – Dziwy Indii